# جیمز چمبرز (بازیکن فوتبال اهل انگلستان)
جیمز چمبرز (انگلیسی: James Chambers؛ زادهٔ ۲۰ نوامبر ۱۹۸۰) بازیکن فوتبال اهل بریتانیا است.
از باشگاه‌هایی که در آن بازی کرده‌است می‌توان به باشگاه فوتبال وست برومویچ آلبیون، باشگاه فوتبال دونکستر راورز، باشگاه فوتبال کاردیف سیتی، باشگاه فوتبال واتفورد، باشگاه فوتبال والسال، باشگاه فوتبال هرفورد یونایتد، و باشگاه فوتبال لستر سیتی اشاره کرد.
وی همچنین در تیم ملی فوتبال زیر ۲۰ سال انگلستان بازی کرده‌است.